# Svarta handsken
Svarta handsken är ett kammarspel; en julpjäs, i 5 akter från 1907 av August Strindberg. De andra kammarspelen är Oväder, Brända tomten, Spöksonaten och Pelikanen. Den hade premiär i Falun den 26 december 1909. Pjäsen hör till Strindbergs mindre kända pjäser.
| Roll          | Urpremiären 1909  |
| ------------- | ----------------- |
| Frun          | Greta Strindberg  |
| Konservatorn  | Erland Colliander |
| Ellen         | Tollie Zellman    |
| Kristin       | Elsa Blomberg     |
| Portvakten    | Carl Kindström    |
| Jultomten     | Ludvig Juberg     |
| Julens ängel  | Gurli Fält        |
| En gammal fru |                   |